# Spilogona capaciatrata
Spilogona capaciatrata este o specie de muște din genul Spilogona, familia Muscidae, descrisă de Xu și Wang în anul 1990. Conform Catalogue of Life specia Spilogona capaciatrata nu are subspecii cunoscute.